# آمبروش بالوگ
آمبروش بالوگ (مجاری: Ambrus Balogh; ۱۲ اوت ۱۹۱۵ – ۶ ژوئیهٔ ۱۹۷۸) ورزشکار ورزش تیراندازی اهل مجارستان بود.
وی در مسابقات کشوری و بین‌المللی در مجموع برندهٔ ۱ مدال برنز شده‌است.